# Langbahn-Grand-Prix Herxheim 2023
Der Große Preis von Herxheim fand am 18. Mai 2023 in Herxheim statt und war das erste Rennen der Langbahn-Weltmeisterschaft 2023.

## Bericht

### Modus
Der hier beschriebene Modus gilt für jedes Saisonrennen und stellt auch den aktuellen saisonübergreifenden Modus dar.
Es gibt 15 Vorläufe (Heats), bei denen jeweils 5 Fahrer teilnehmen. Ein Rennen besteht aus 4 Runden. Die Punkte werden entsprechend der folgenden Tabelle vergeben.

#### Punkteverteilung
| Platz  | 1 | 2 | 3 | 4 | 5 |
| Punkte | 4 | 3 | 2 | 1 | 0 |

Die Fahrer werden so zugeordnet, dass immer wechselnde Fahrer gegeneinander fahren.
Nach den 15 Vorlaüfen wird eine Gesamtpunktzahl ermittelt.
Die drei bestplatzierten Fahrer sind direkt für den Finallauf qualifiziert. Die nächsten 5 platzierten Fahrer dürfen am Last Chance Heat teilnehmen.

#### Last Chance Heat
Im Last Chance Heat, ebenfalls 4 Runden, gibt es keine Punkte mehr zu gewinnen. Die beiden Erstplatzierten qualifizieren sich ebenfalls noch für den Finallauf. Die Fahrer auf den Positionen 3–5 belegen die Positionen 6–8 im Endklassement.

#### Finale
Das Finale geht auch über 4 Runden. Der Gewinner des Rennens ist auch der Grand Prix-Sieger.
Die bis dahin gesammelten Punkte haben keine Bedeutung. Die Fahrer im Finale belegen nach der Einlaufreihenfolge die ersten 5 Plätze.
Die WM-Punkte werden nach der folgenden Tabelle vergeben:
| Platz  | 1  | 2  | 3  | 4  | 5  | 6  | 7  | 8 | 9 | 10 | 11 | 12 | 13 | 14 | 15 |
| Punkte | 21 | 19 | 17 | 15 | 13 | 11 | 10 | 9 | 8 | 7  | 5  | 4  | 3  | 2  | 1  |

### Rennen
Die Zuschauer erlebten einen unfallfreien Renntag. Martin Smolinski war der dominierende Fahrer. Im letzten Durchgang führte er mit beachtlichem Vorsprung, ehe er in der letzten Runde langsamer wurde und ausfiel. Dennoch reichte es für Smolinski zur direkten Finalqualifikation.
Im Finale kamen Martin Smolinski von Blau und Josef Franc von Rot am besten weg und Smolinski ging außen am Tschechen vorbei in Front. Es sah alles nach dem Sieg für Smolinski aus, doch ab der dritten Runde wurde er langsamer und fiel dann mit gebrochener Zündkerze aus. Franc errang damit den Sieg und den Silberhelm des ADAC Pfalz.
Auf dem dritten Rang hinter dem Briten Zach Wajtknecht kam Lukas Fienhage ins Ziel.

### Ergebnis
| Platz | Fahrer               | WM-Punkte |
| ----- | -------------------- | --------- |
| 1     | Josef Franc          | 21        |
| 2     | Zach Wajtknecht      | 19        |
| 3     | Lukas Fienhage       | 17        |
| 4     | Gaétan Stella        | 15        |
| 5     | Martin Smolinski     | 13        |
| 6     | Romano Hummel        | 11        |
| 7     | Chris Harris         | 10        |
| 8     | Jacob Bukhave        | 9         |
| 9     | Stephan Katt         | 8         |
| 10    | Theo Pijper          | 7         |
| 11    | Daniel Spiller       | 5         |
| 12    | Max Dilger           | 4         |
| 13    | Mika Meijer          | 3         |
| 14    | Kenneth Kruse Hansen | 2         |
| 15    | Hynek Štichauer      | 1         |
| 16    | Joerg Tebbe          | 0         |
| 17    | Mario Niedermaier    | 0         |

### Heat-Siege
| Platz | Fahrer               | Heat Siege |
| ----- | -------------------- | ---------- |
| 1     | Martin Smolinski     | 4          |
| 2     | Josef Franc          | 3          |
| 3     | Lukas Fienhage       | 2          |
| 4     | Zach Wajtknecht      | 1          |
| 5     | Gaétan Stella        | 1          |
| 6     | Chris Harris         | 1          |
| 7     | Theo Pijper          | 1          |
| 8     | Max Dilger           | 1          |
| 9     | Kenneth Kruse Hansen | 1          |

### WM-Stand nach dem Rennen
| Platz | Fahrer               | WM-Punkte |
| ----- | -------------------- | --------- |
| 1     | Josef Franc          | 21        |
| 2     | Zach Wajtknecht      | 19        |
| 3     | Lukas Fienhage       | 17        |
| 4     | Gaétan Stella        | 15        |
| 5     | Martin Smolinski     | 13        |
| 6     | Romano Hummel        | 11        |
| 7     | Chris Harris         | 10        |
| 8     | Jacob Bukhave        | 9         |
| 9     | Stephan Katt         | 8         |
| 10    | Theo Pijper          | 7         |
| 11    | Daniel Spiller       | 5         |
| 12    | Max Dilger           | 4         |
| 13    | Mika Meijer          | 3         |
| 14    | Kenneth Kruse Hansen | 2         |
| 15    | Hynek Štichauer      | 1         |
| 16    | Joerg Tebbe          | 0         |
| 17    | Mario Niedermaier    | 0         |

### Rennläufe (Heats)

#### Heat: 1
Siegerzeit: 116,7s
| Platz | Fahrer               | Land        | Punkte |
| ----- | -------------------- | ----------- | ------ |
| 1     | Martin Smolinski     | Deutschland | 4      |
| 2     | Romano Hummel        | Niederlande | 3      |
| 3     | Lukas Fienhage       | Deutschland | 2      |
| 4     | Jacob Bukhave        | Danemark    | 1      |
| 5     | Kenneth Kruse Hansen | Danemark    | 0      |

#### Heat: 2
Siegerzeit: 113s
| Platz | Fahrer          | Land                   | Punkte |
| ----- | --------------- | ---------------------- | ------ |
| 1     | Gaétan Stella   | Frankreich             | 4      |
| 2     | Chris Harris    | Vereinigtes Konigreich | 3      |
| 3     | Theo Pijper     | Niederlande            | 2      |
| 4     | Hynek Štichauer | Tschechien             | 1      |
| 5     | Max Dilger      | Deutschland            | 0      |

#### Heat: 3
Siegerzeit: 111,4s
| Platz | Fahrer          | Land                   | Punkte |
| ----- | --------------- | ---------------------- | ------ |
| 1     | Zach Wajtknecht | Vereinigtes Konigreich | 4      |
| 2     | Josef Franc     | Tschechien             | 3      |
| 3     | Mika Meijer     | Niederlande            | 2      |
| 4     | Stephan Katt    | Deutschland            | 1      |
| 5     | Daniel Spiller  | Deutschland            | 0      |

### Zwischenstand nach Heat 3
| Platz | Fahrer               | Gesamt |
| ----- | -------------------- | ------ |
| 1     | Martin Smolinski     | 4      |
| 2     | Gaétan Stella        | 4      |
| 3     | Zach Wajtknecht      | 4      |
| 4     | Romano Hummel        | 3      |
| 5     | Chris Harris         | 3      |
| 6     | Josef Franc          | 3      |
| 7     | Lukas Fienhage       | 2      |
| 8     | Theo Pijper          | 2      |
| 9     | Mika Meijer          | 2      |
| 10    | Jacob Bukhave        | 1      |
| 11    | Hynek Štichauer      | 1      |
| 12    | Stephan Katt         | 1      |
| 13    | Kenneth Kruse Hansen | 0      |
| 14    | Max Dilger           | 0      |
| 15    | Daniel Spiller       | 0      |

#### Heat: 4
Siegerzeit: 112,7s
| Platz | Fahrer               | Land                   | Punkte |
| ----- | -------------------- | ---------------------- | ------ |
| 1     | Lukas Fienhage       | Deutschland            | 4      |
| 2     | Zach Wajtknecht      | Vereinigtes Konigreich | 3      |
| 3     | Gaétan Stella        | Frankreich             | 2      |
| 4     | Max Dilger           | Deutschland            | 0      |
| 5     | Kenneth Kruse Hansen | Danemark               | 0      |

#### Heat: 5
Siegerzeit: 112,1s
| Platz | Fahrer          | Land                   | Punkte |
| ----- | --------------- | ---------------------- | ------ |
| 1     | Josef Franc     | Tschechien             | 4      |
| 2     | Jacob Bukhave   | Danemark               | 3      |
| 3     | Chris Harris    | Vereinigtes Konigreich | 2      |
| 4     | Romano Hummel   | Niederlande            | 1      |
| 5     | Hynek Štichauer | Tschechien             | 0      |

#### Heat: 6
Siegerzeit: 111,4s
| Platz | Fahrer           | Land        | Punkte |
| ----- | ---------------- | ----------- | ------ |
| 1     | Martin Smolinski | Deutschland | 4      |
| 2     | Stephan Katt     | Deutschland | 3      |
| 3     | Daniel Spiller   | Deutschland | 2      |
| 4     | Mika Meijer      | Niederlande | 1      |
| 5     | Theo Pijper      | Niederlande | 0      |

### Zwischenstand nach Heat 6
| Platz | Fahrer               | Gesamt |
| ----- | -------------------- | ------ |
| 1     | Martin Smolinski     | 8      |
| 2     | Zach Wajtknecht      | 7      |
| 3     | Josef Franc          | 7      |
| 4     | Lukas Fienhage       | 6      |
| 5     | Gaétan Stella        | 6      |
| 6     | Chris Harris         | 5      |
| 7     | Romano Hummel        | 4      |
| 8     | Jacob Bukhave        | 4      |
| 9     | Stephan Katt         | 4      |
| 10    | Mika Meijer          | 3      |
| 11    | Theo Pijper          | 2      |
| 12    | Daniel Spiller       | 2      |
| 13    | Hynek Štichauer      | 1      |
| 14    | Kenneth Kruse Hansen | 0      |
| 15    | Max Dilger           | 0      |

#### Heat: 7
Siegerzeit: 113,4s
| Platz | Fahrer           | Land                   | Punkte |
| ----- | ---------------- | ---------------------- | ------ |
| 1     | Martin Smolinski | Deutschland            | 4      |
| 2     | Gaétan Stella    | Frankreich             | 3      |
| 3     | Romano Hummel    | Niederlande            | 2      |
| 4     | Chris Harris     | Vereinigtes Konigreich | 1      |
| 5     | Stephan Katt     | Deutschland            | 0      |

#### Heat: 8
Siegerzeit: 112s
| Platz | Fahrer          | Land                   | Punkte |
| ----- | --------------- | ---------------------- | ------ |
| 1     | Josef Franc     | Tschechien             | 4      |
| 2     | Zach Wajtknecht | Vereinigtes Konigreich | 3      |
| 3     | Lukas Fienhage  | Deutschland            | 2      |
| 4     | Theo Pijper     | Niederlande            | 1      |
| 5     | Hynek Štichauer | Tschechien             | 0      |

#### Heat: 9
Siegerzeit: 116,3s
| Platz | Fahrer               | Land        | Punkte |
| ----- | -------------------- | ----------- | ------ |
| 1     | Max Dilger           | Deutschland | 4      |
| 2     | Jacob Bukhave        | Danemark    | 3      |
| 3     | Daniel Spiller       | Deutschland | 2      |
| 4     | Mika Meijer          | Niederlande | 1      |
| 5     | Kenneth Kruse Hansen | Danemark    | 0      |

### Zwischenstand nach Heat 9
| Platz | Fahrer               | Gesamt |
| ----- | -------------------- | ------ |
| 1     | Martin Smolinski     | 12     |
| 2     | Josef Franc          | 11     |
| 3     | Zach Wajtknecht      | 10     |
| 4     | Gaétan Stella        | 9      |
| 5     | Lukas Fienhage       | 8      |
| 6     | Jacob Bukhave        | 7      |
| 7     | Romano Hummel        | 6      |
| 8     | Chris Harris         | 6      |
| 9     | Max Dilger           | 4      |
| 10    | Mika Meijer          | 4      |
| 11    | Stephan Katt         | 4      |
| 12    | Daniel Spiller       | 4      |
| 13    | Theo Pijper          | 3      |
| 14    | Hynek Štichauer      | 1      |
| 15    | Kenneth Kruse Hansen | 0      |

#### Heat: 10
Siegerzeit: 113,8s
| Platz | Fahrer               | Land                   | Punkte |
| ----- | -------------------- | ---------------------- | ------ |
| 1     | Kenneth Kruse Hansen | Danemark               | 4      |
| 2     | Josef Franc          | Tschechien             | 3      |
| 3     | Chris Harris         | Vereinigtes Konigreich | 2      |
| 4     | Daniel Spiller       | Deutschland            | 1      |
| 5     | Hynek Štichauer      | Tschechien             | 0      |

#### Heat: 11
Siegerzeit: 115,2s
| Platz | Fahrer         | Land        | Punkte |
| ----- | -------------- | ----------- | ------ |
| 1     | Lukas Fienhage | Deutschland | 4      |
| 2     | Gaétan Stella  | Frankreich  | 3      |
| 3     | Stephan Katt   | Deutschland | 2      |
| 4     | Joerg Tebbe    | Deutschland | 1      |
| 5     | Jacob Bukhave  | Danemark    | 0      |

#### Heat: 12
Siegerzeit: 112,6s
| Platz | Fahrer           | Land                   | Punkte |
| ----- | ---------------- | ---------------------- | ------ |
| 1     | Martin Smolinski | Deutschland            | 4      |
| 2     | Zach Wajtknecht  | Vereinigtes Konigreich | 3      |
| 3     | Romano Hummel    | Niederlande            | 2      |
| 4     | Theo Pijper      | Niederlande            | 1      |
| 5     | Max Dilger       | Deutschland            | 0      |

### Zwischenstand nach Heat 12
| Platz | Fahrer               | Gesamt |
| ----- | -------------------- | ------ |
| 1     | Martin Smolinski     | 16     |
| 2     | Josef Franc          | 14     |
| 3     | Zach Wajtknecht      | 13     |
| 4     | Lukas Fienhage       | 12     |
| 5     | Gaétan Stella        | 12     |
| 6     | Romano Hummel        | 8      |
| 7     | Chris Harris         | 8      |
| 8     | Jacob Bukhave        | 7      |
| 9     | Stephan Katt         | 6      |
| 10    | Daniel Spiller       | 5      |
| 11    | Kenneth Kruse Hansen | 4      |
| 12    | Theo Pijper          | 4      |
| 13    | Max Dilger           | 4      |
| 14    | Mika Meijer          | 4      |
| 15    | Hynek Štichauer      | 1      |
| 16    | Joerg Tebbe          | 1      |

#### Heat: 13
Siegerzeit: 117,5s
| Platz | Fahrer           | Land        | Punkte |
| ----- | ---------------- | ----------- | ------ |
| 1     | Theo Pijper      | Niederlande | 4      |
| 2     | Jacob Bukhave    | Danemark    | 3      |
| 3     | Hynek Štichauer  | Tschechien  | 2      |
| 4     | Mika Meijer      | Niederlande | 1      |
| 5     | Martin Smolinski | Deutschland | 0      |

#### Heat: 14
Siegerzeit: 115,5s
| Platz | Fahrer         | Land        | Punkte |
| ----- | -------------- | ----------- | ------ |
| 1     | Josef Franc    | Tschechien  | 4      |
| 2     | Daniel Spiller | Deutschland | 3      |
| 3     | Romano Hummel  | Niederlande | 2      |
| 4     | Gaétan Stella  | Frankreich  | 1      |
| 5     | Lukas Fienhage | Deutschland | 0      |

#### Heat: 15
Siegerzeit: 115,3s
| Platz | Fahrer               | Land                   | Punkte |
| ----- | -------------------- | ---------------------- | ------ |
| 1     | Chris Harris         | Vereinigtes Konigreich | 4      |
| 2     | Stephan Katt         | Deutschland            | 3      |
| 3     | Max Dilger           | Deutschland            | 2      |
| 4     | Zach Wajtknecht      | Vereinigtes Konigreich | 0      |
| 5     | Kenneth Kruse Hansen | Danemark               | 0      |

### Zwischenstand nach Heat 15
| Platz | Fahrer               | Gesamt |
| ----- | -------------------- | ------ |
| 1     | Josef Franc          | 18     |
| 2     | Martin Smolinski     | 16     |
| 3     | Gaétan Stella        | 13     |
| 4     | Zach Wajtknecht      | 13     |
| 5     | Lukas Fienhage       | 12     |
| 6     | Chris Harris         | 12     |
| 7     | Romano Hummel        | 10     |
| 8     | Jacob Bukhave        | 10     |
| 9     | Stephan Katt         | 9      |
| 10    | Theo Pijper          | 8      |
| 11    | Daniel Spiller       | 8      |
| 12    | Max Dilger           | 6      |
| 13    | Mika Meijer          | 5      |
| 14    | Kenneth Kruse Hansen | 4      |
| 15    | Hynek Štichauer      | 3      |
| 16    | Joerg Tebbe          | 1      |

#### Last Chance Heat
Siegerzeit: 114,8s
| Platz | Fahrer         | Land                   | Punkte |
| ----- | -------------- | ---------------------- | ------ |
| 1     | Lukas Fienhage | Deutschland            | 4      |
| 2     | Gaétan Stella  | Frankreich             | 3      |
| 3     | Romano Hummel  | Niederlande            | 2      |
| 4     | Chris Harris   | Vereinigtes Konigreich | 1      |
| 5     | Jacob Bukhave  | Danemark               | 0      |

#### Finale
Siegerzeit: 116,5s
| Platz | Fahrer           | Land                   | Punkte |
| ----- | ---------------- | ---------------------- | ------ |
| 1     | Josef Franc      | Tschechien             | 4      |
| 2     | Zach Wajtknecht  | Vereinigtes Konigreich | 3      |
| 3     | Lukas Fienhage   | Deutschland            | 2      |
| 4     | Gaétan Stella    | Frankreich             | 1      |
| 5     | Martin Smolinski | Deutschland            | 0      |